# Gnophos subclarilimbata
Gnophos subclarilimbata är en fjärilsart som beskrevs av Eugen Wehrli 1922. Gnophos subclarilimbata ingår i släktet Gnophos och familjen mätare. Inga underarter finns listade i Catalogue of Life.